# División de Honor (Schach) 2014
Die División de Honor 2014 war die 20. Saison der División de Honor und gleichzeitig die 58. Spanische Mannschaftsmeisterschaft im Schach. Sie wurde mit acht Mannschaften ausgetragen, Meister wurde der Vorjahresaufsteiger Mérida Patrimonio de la Humanidad, der den Titelverteidiger Sestao Naturgas Energia XT auf den zweiten Platz verwies. Aus der Primera División war außerdem die Mannschaft von CE Barberà aufgestiegen, die zusammen mit CA Equigoma-Casa Social Católica direkt wieder abstieg.
Zu den Mannschaftskadern der teilnehmenden Vereine siehe Mannschaftskader der División de Honor (Schach) 2014.

## Modus
Die acht teilnehmenden Mannschaften spielten ein einfaches Rundenturnier. Gespielt wurde an sechs Brettern, über die Platzierung entschied zunächst die Zahl der Mannschaftspunkte (zwei Punkte für einen Sieg, ein Punkt für ein Unentschieden, kein Punkt für eine Niederlage) und danach die Anzahl der Brettpunkte (ein Punkt für einen Sieg, ein halber Punkt für ein Remis, kein Punkt für eine Niederlage). Die beiden Letzten stiegen in die Primera División ab.

## Termine und Spielort
Das Turnier wurde vom 4. bis 10. September in Linares gespielt.

## Abschlusstabelle
| Pl. | Verein                                | Sp | G | U | V | Mannsch.-P. | Brett-P.  |
| --- | ------------------------------------- | -- | - | - | - | ----------- | --------- |
| 01. | Mérida Patrimonio de la Humanidad (N) | 7  | 6 | 0 | 1 | 12:2        | 29,0:13,0 |
| 02. | Sestao Naturgas Energia XT (M)        | 7  | 5 | 1 | 1 | 11:3        | 28,0:14,0 |
| 03. | CA Magic Extremadura                  | 7  | 4 | 2 | 1 | 10:4        | 24,5:17,5 |
| 04. | CA Solvay Torrelavega                 | 7  | 4 | 1 | 2 | 9:5         | 26,0:16,0 |
| 05. | Gros XT                               | 7  | 3 | 1 | 3 | 7:7         | 21,0:21,0 |
| 06. | CE Escola d’Escacs de Barcelona       | 7  | 2 | 0 | 5 | 4:10        | 13,5:28,5 |
| 07. | CA Equigoma-Casa Social Católica      | 7  | 1 | 0 | 6 | 2:12        | 14,5:27,5 |
| 08. | CE Barberà (N)                        | 7  | 0 | 1 | 6 | 1:13        | 11,5:30,5 |

## Entscheidungen
|     | spanischer Mannschaftsmeister: Mérida Patrimonio de la Humanidad                |
|     | Absteiger in die Primera División: CA Equigoma-Casa Social Católica, CE Barberà |
| (M) | Titelverteidiger                                                                |
| (N) | Vorjahresaufsteiger                                                             |

## Kreuztabelle
| Ergebnisse | Ergebnisse                        | 01. | 02. | 03. | 04. | 05. | 06. | 07. | 08. |
| ---------- | --------------------------------- | --- | --- | --- | --- | --- | --- | --- | --- |
| 01.        | Mérida Patrimonio de la Humanidad |     | 3½  | 2   | 4   | 4½  | 5½  | 4   | 5½  |
| 02.        | Sestao Naturgas Energia XT        | 2½  |     | 3   | 4   | 4½  | 5½  | 3½  | 5   |
| 03.        | CA Magic Extremadura              | 4   | 3   |     | 3   | 1½  | 3½  | 5   | 4½  |
| 04.        | CA Solvay Torrelavega             | 2   | 2   | 3   |     | 3½  | 5½  | 4½  | 5½  |
| 05.        | Gros XT                           | 1½  | 1½  | 4½  | 2½  |     | 4   | 4   | 3   |
| 06.        | CE Escola d’Escacs de Barcelona   | ½   | ½   | 2½  | ½   | 2   |     | 4   | 3½  |
| 07.        | CA Equigoma-Casa Social Católica  | 2   | 2½  | 1   | 1½  | 2   | 2   |     | 3½  |
| 08.        | CE Barberà                        | ½   | 1   | 1½  | ½   | 3   | 2½  | 2½  |     |

## Die Meistermannschaft
| 1.            | Mérida Patrimonio de la Humanidad                                                                            |
| Schachfiguren | Wassyl Iwantschuk, Zoltán Almási, Jurij Kryworutschko, Ferenc Berkes, Miguel Illescas Córdoba, Oleg Korneev. |